# Santi Castillejo
Santiago Castillejo Castillejo (Valtierra, Navarra, 5 de septiembre de 1971), conocido como Santi Castillejo, es un exfutbolista y entrenador español, que ocupaba la posición de delantero. Es el máximo goleador de la historia de la Segunda B española, con 187 dianas. También es el jugador que más veces ha sido máximo goleador en Segunda B, en cuatro ocasiones.

## Trayectoria como jugador
Después de pertenecer al club de su ciudad natal, el Tudelano, Castillejo pasa al Club Atlético Osasuna. Primero milita en el Promesas (donde marca 20 goles), para más tarde debutar en la Primera División. Fue en un partido de la 92/93. Al año siguiente ya disputa hasta diez encuentros, y en la 95/96, con Osasuna en Segunda, la cifra llega a los 22 partidos y 4 goles. Antes, había cuajado un gran temporada con el Deportivo Alavés, siendo uno de los goleadores de la Segunda B 94/95.
Sin más oportunidades en Pamplona, en el verano de 1996 ficha por el Club Deportivo Numancia, con quien sube a Segunda División, aunque no dispondría de demasiadas oportunidades en la categoría de plata con el cuadro castellano. Para la 98/99 recala en el Club Deportivo Castellón, donde permanecería dos años en Segunda B.
En 2000 se incorpora al Club Gimnàstic de Tarragona. Con el equipo tarraconense consigue un nuevo ascenso a Segunda A, y en la 01/02 vuelve a jugar en Segunda A. Esta vez, a pesar de jugar 26 partidos, no llegaría a hacerse un lugar en el once del Nàstic. El club catalán bajó y el navarro militó otra campaña en Tarragona.
A partir de 2003, Castillejo formó parte de equipos de Segunda B y Tercera, siendo uno de los jugadores más clásicos de la categoría de bronce. Ha jugado en el UB Conquense (03/05), CD Leganés (05/06), CF Reus Deportiu (06/07) y Futbol Club Vilafranca (07/08).
| Temporada | Equipo    | Partidos | Goles |
| 1990–1994 | Osasuna B | 83       | 36    |
| 1993–1996 | Osasuna   | 33       | 5     |
| 1994–1995 | Alavés    | 33       | 22    |
| 1996–1998 | Numancia  | 64       | 19    |
| 1998–2000 | Castellón | 66       | 26    |
| 2000–2003 | Gimnàstic | 100      | 35    |
| 2003–2005 | Conquense | 79       | 33    |
| 2005–2006 | Leganés   | 30       | 9     |
| 2006–2008 | Reus      |          |       |
| Total     |           | 488      | 187   |

## Trayectoria como entrenador
CF Reus Deportiu
Colgó las botas en 2009 y empezó su carrera como entrenador entrenando al CF Reus Deportiu. En 2011 consiguió ascender al Reus a Segunda División B, y lo mantuvo dos años en la categoría de bronce.
Gimnàstic de Tarragona
Su buen trabajo con el conjunto del Bajo Campo le permite fichar por su rival, el Club Gimnàstic de Tarragona, para la temporada 2013-14. Sin embargo, pese a clasificar al equipo para los dieciseiseavos de final de la Copa del Rey, fue destituido tras sólo 12 jornadas al frente del conjunto grana (4 victorias, 4 empates y 4 derrotas), debido a que estaba en 11.ª posición a 5 puntos del "play-off".
Unió Esportiva Llagostera
El 26 de junio de 2014, firma con la Unió Esportiva Llagostera en su estreno en Segunda A. Debutó con una derrota por 2-0 ante Las Palmas, pero se resarció a la semana siguiente con el primer triunfo del equipo en la categoría. Fue destituido el 21 de octubre de 2014, después de 9 jornadas de Liga, dejando al equipo gerundense en el 19º puesto de la clasificación, con 8 puntos.
Unió Esportiva Olot
El 22 de febrero de 2016, se convierte en el nuevo técnico de la Unió Esportiva Olot, sin poder salvarlo del descenso a Tercera División.
Club de Fútbol Ascó
Tras su breve etapa en La Garrocha, Castillejo se incorporó al Fútbol Club Ascó.
| Club                        | Categoría           | País   | Año       | P   | PG | PE | PP | % v.  |
| --------------------------- | ------------------- | ------ | --------- | --- | -- | -- | -- | ----- |
| CF Reus Deportiu            | Tercera y Segunda B | España | 2009-2013 | 166 | 77 | 43 | 46 | 46.39 |
| Club Gimnàstic de Tarragona | Segunda B           | España | 2013      | 15  | 5  | 6  | 4  | 33.33 |
| Unió Esportiva Llagostera   | Segunda A           | España | 2014      | 10  | 2  | 2  | 6  | 20    |
| Unió Esportiva Olot         | Segunda B           | España | 2016      | 12  | 3  | 4  | 5  | 25    |
| Fútbol Club Ascó            | Tercera División    | España | 2016-     |     |    |    |    |       |